# Гиппомедонт
Гиппомедонт (др.-греч. Ἱππομέδων «властитель лошадей») — в древнегреческой мифологии — сын Аристомаха (сына Талая) (версия — сын Талая). Либо сын сестры Адраста Метидики и героя Мнесимаха.
Предания гласят, что Гиппомедонт жил у озера Лерна и был высок ростом.
Один из Семерых против Фив, стоял у Онкаидских ворот, на щите изображен Тифон. Или стоял у Огиговых ворот. Во время войны с фиванцами он был одним из последних убит Исмаром. Либо убит многими фиванцами.
Основание его дома показывали на горе Понтин в Арголиде. Статуя в Дельфах. Отец Полидора, участника похода Эпигонов.